# アヴィアリーシング
アヴィアリーシング・アヴィエーション・カンパニー (英語: Avialeasing Aviation Company) はウズベキスタンのタシュケントに本拠を置く貨物航空会社である。アヴィアリーシングはアジアの都市と西ヨーロッパ、東ヨーロッパの都市を結んで貨物運輸を行なっている。拠点としている空港はタシュケントのタシュケント国際空港である。アヴィアリーシングはウズベキスタンとアメリカ合衆国の企業のジョイントベンチャー企業であり、1993年にフロリダ州のSRXグループとの提携が行われた。

## 歴史
アヴィアリーシングは1992年に設立され、運用が開始された。ウズベキスタン初の民間航空会社であり、SRXトランスコンティネンタル (61%) とイーゴリ・スミルノフ (39%)が株を保有している。

## サービス

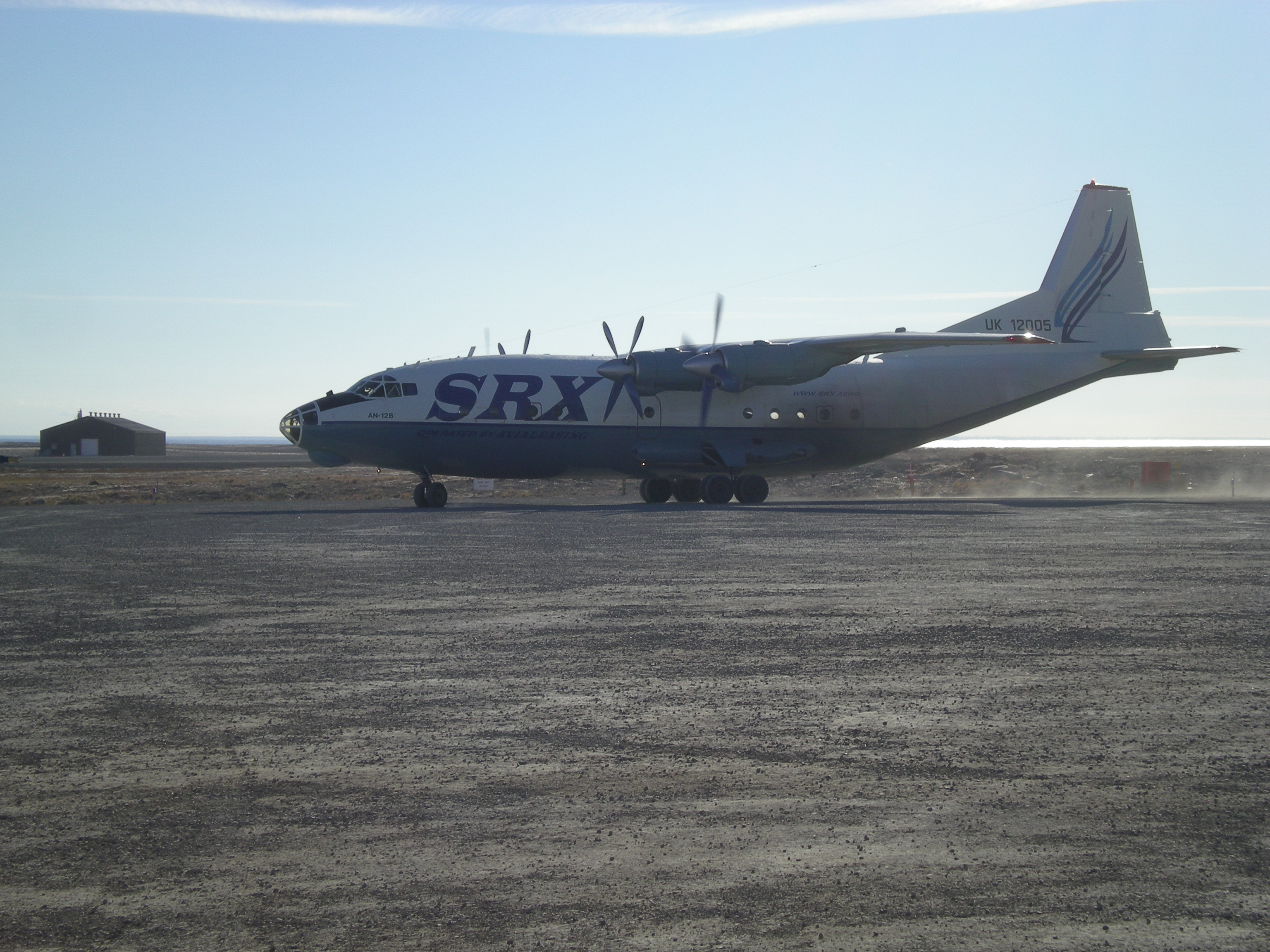
カナダ・ヌナブト準州のケンブリッジベイ空港で燃料補給を行うAN12 UK-12005。アヴィアリーシングにより運用されているSRXグループの機体はMV Sea Adventurerを離礁させるための機材を運んでいる。

アヴィアリーシングは2005年1月時点で以下の空港へと貨物を運ぶ国際線業務を行なっている。
- アフガニスタン
  - カーブル (カーブル国際空港)
- カザフスタン
  - アルマトイ (アルマトイ国際空港)
- キルギス
  - ビシュケク (マナス国際空港)
- ウズベキスタン
  - タシュケント (タシュケント国際空港)

## 機体
アヴィアリーシングは2012年5月時点で以下の航空機を使用している。
- An-26B
- Il-76MD

また、2機のAn-12B航空機をフロリダ州のSRXグループにリースしている。